# Kanton Saint-Dizier-Centre
Der Kanton Saint-Dizier-Centre war bis 2015 ein französischer Wahlkreis im Arrondissement Saint-Dizier, im Département Haute-Marne und in der Region Champagne-Ardenne. Vertreterin im Generalrat des Départements war zuletzt von 2004 bis 2015 Elisabeth Robert-Dehault.
Der Kanton bestand aus einem Teil der Stadt Saint-Dizier.